# 삼국지 III
《삼국지 III》(Romance of the Three Kingdoms III: Dragon of Destiny)은 코에이에서 출시한 삼국지 시리즈의 세 번째 게임이다. 한국에서는 비스코가 배급을 맡았다. MS-DOS/PC98 및 SFC/[[GBA] 등 다양한 플랫폼으로 출시되었다. 삼국지 시리즈 가운데 최고 성공작으로 꼽히는 작품들 중 하나이며, 인기에 힘입어 대한민국에서 WIPI 기반 모바일 버전이 출시된 바 있다. 또한 코에이가 윈도우 95용으로 만들어진 리메이크 버전을 2001년에 출시하기도 했다. 리메이크 버전은 한국어로는 출시되지 않았지만 팬들에 의해 한글 패치가 제작되었다. 또한 2007년 닌텐도 DS로 출시된 삼국지 DS 또한 삼국지 III을 기반으로 제작되었다.

## 시나리오
- 영제 몰락, 동탁 폭정 (189년)
- 난세, 군웅 전토를 할거 (194년)
- 유비, 신야 획득 (201년)
- 공명, 중원에서 활약 (208년)
- 손권 독립, 삼국 정립 (221년)
- 강유, 공명의 유지 계승 (235년)

이 외에도 일본판 MCD, PCE, DS 발매 판엔 아래와 같은 시나리오가 존재한다.
- 황건적의 난 (184년)

## 게임 플레이

### 전작과의 차이
전작인 삼국지 II에 비해 전체적인 게임 화면의 그래픽 및 사운드가 크게 향상되었으며, 지도가 지역 중심 방식에서 도시 중심 방식으로 바뀌어, 도시와 도시 사이의 길과 전장을 통해서 이어져 있는 형태로 바뀌었으며, 따라서 이웃한 모든 지역 간에 이동 및 전투가 가능했던 전작과 달리, 도로를 통해 연결되어 있는 도시 간에만 이동이나 전투 등이 가능하게 되었다. 전투는 탑뷰에서 쿼터뷰 형식으로 바뀌었으며 야전과 공성전의 구분이 생겼고, 병종의 구분이 다양해졌으며 일기토시 애니메이션과 각종 상황별 대사들을 볼 수 있게 되었다. 또한 장수 및 성의 능력치와 수치들이 세분화되었으며 아이템을 소유할 수 있게 되었다.
인터페이스 면에서도 변화가 있었다. 삼국지 II에서 지도는 화면의 좌측을 차지하고, 우측에 사이드바 형태로 상태 창과 명령창이 존재하여 대부분의 명령을 사이드바에서 처리하였으나, 삼국지 III에서는 상단의 메뉴바와 상태 윈도가 존재하며 대부분의 작업은 서브 윈도가 열리고 닫히면서 수행된다. 또한 게임을 시작하면서 키보드/마우스 입력 중 하나를 선택할 수 있게 되었으며(삼국지 II에서는 키보드 조작만 가능했다) 키보드 입력을 선택했을 경우에는 하단의 메시지 상자에 입력 프롬프트가 생겨 입력을 받는다.
외교 면에서는 일부 커맨드의 변화와 함께 외교 모드시 화면이 전환되며, 절차가 좀더 복잡해져 처음 제시된 외교 조건에서 서로 밀고 당기는 등의 더 사실적인 외교가 가능해졌다. 반면 삼국지 II에서는 외교 사절이 지도를 이동하는 애니메이션을 보여주었으며 사절이 이동중에 붙잡혀 서신이 노출되는 등의 이벤트가 발생하기도 했으나, 삼국지 III에서는 없어졌다.
장수의 신분이 다양해졌다. 전작에서는 군주, 군사, 일반 장수, 재야 장수 이렇게 4가지 뿐이었지만 삼국지 III에서는 군주, 군사, 장군, 문관, 무관, 재야 장수로 6가지로 늘어났다.
또한 게임을 세이브할 때 파일명을 지정해서 세이브/로드 하던 방식에서 세이브 슬롯을 이용하는 방식으로 바뀌기도 했다.

### 전략 모드
게임은 전략 모드에서 시작되며 처음 시작할 때 플레이어 수를 0~8명까지 선택할 수 있다. (0명일 경우 처음부터 전부 인공지능에 의한 자동진행을 보여주기만 한다) 게임은 한 달 단위로 진행되며 매월 자신의 차례가 돌아오면 군주가 소재한 도시에서부터 순서대로 돌아가며 도시마다 명령을 내리는 방식이다. 따라서 이미 명령을 마친 도시에 행동 가능한 장수가 남아 있다고 하더라도 해당 도시에 다시 명령을 내릴 수는 없다.(이러한 불편은 후속작인 삼국지 IV에서부터 해소되었다.)
장수의 능력치에 따라 조건이 맞으면 장수에게 장군/군사/무관/문관 등의 직위를 내릴 수 있으며 이 직위와 별도로 도시별로 태수/군사 관직을 수여할 수 있다. 직위 '군사'와 도시의 '군사'는 서로 다른 개념으로, 직위 '군사'는 계급의 개념이지만 도시의 '군사'는 명령 실행시 플레이어에게 조언을 해 주는 등의 역할을 하여 도시마다 한 명씩 지정할 수 있다.
도시에 명령을 내리는 순서는 플레이어가 정할 수 없으나 컴퓨터에게 도시의 관리를 위임하는 것은 가능하다. 도시의 태수가 군주 또는 장군이나 군사 이상의 관직을 가지고 있는 경우에만 도시에 직접 명령을 내릴 수 있고, 그 이하의 관직인 경우에는 자동으로 컴퓨터에게 위임된다. 위임시 컴퓨터의 인공지능 타입을 생산형/적응형/전쟁형 등으로 정해줄 수 있다. 도시에 내릴 수 있는 명령의 종류는 군사/인사/외교/개발/계략 등으로 나뉘며 분야에 따라 중시되는 능력치가 다르다.
또한, 여러 플레이어로 플레이하던 중 한 플레이어가 게임에서 빠지게 될 경우에 자신의 플레이를 인공지능에게 맡길 수 있으며, 플레이어가 1명일 경우에도 이 기능을 사용해 게임 플레이를 종료하고도 이후에 인공지능에 의해 게임이 진행되는 과정을 계속 지켜볼 수도 있다.

### 전쟁
전쟁은 전략 모드에서 다른 도시나 지역에 군사를 이끌고 공격해 들어가거나, 적이 자신이 소유한 지역에 쳐들어옴에 따라 이루어지게 된다. 전략 모드의 한 월 안에 여러 번의 전투가 수행될 수도 있다. 두 도시 사이의 길에 "전장"이 존재하는 경우, 전장이 방어측 소유이면 방어측은 전장으로 요격을 나갈 수 있으며, 전장의 소유주가 없거나 공격측 소유인 경우 공격측은 전장을 지나쳐 바로 도시로 이동해 공성전에 들어가게 된다. 소유주가 없는 전장을 공격측의 병력이 통과한 경우 이 전장은 공격측의 소유지가 된다.
길이 이어져 있는 또다른 근접도시에 있는 아군 병력을 함께 출전시키는 것도 공격시에 선택 가능하며, 외교를 통해 공동공격을 합의한 경우에도 양쪽의 군사가 동시에 움직이게 된다. 수비측에서도 '원군 요청' 커맨드를 통하여 지원군을 부를 수 있어 최대 4개 도시의 군사가 한 전장에서 전투를 벌일 수 있다.
전장에서 벌어지는 야전에서는 어느 한 쪽 병력이 전멸하거나 전원 퇴각, 혹은 군주가 사로잡히거나 군주의 부대가 전멸할 경우에도 패배하게 된다. 총대장이 군주가 아닐 경우 총대장이 사로잡히거나 총대장의 부대가 전멸하면 총대장을 변경하면 된다. 수비군이나 공격군이 패배하면 원군은 자동으로 퇴각한다. 공성전에는 야전에서의 승리 조건에 내성의 장악이라는 또다른 조건이 존재한다. 즉, 외성의 성벽 안에 존재하는 탑 형태의 내성을 공격측이 모두 점령하면 공격측의 승리가 되므로 수비측은 외성이 뚫린 후 내성을 사수해야 한다. 10일 동안 전투의 승패가 나지 않으면 전략 모드로 넘어간 후 다음 달에 다시 전투를 재개한다. 이 때 전투 중인 도시에는 명령을 내리는 것이 불가능하다.
공격측의 군량 수송 부대가 전멸하거나 퇴각하면 공격측의 군량이 0이 된다. 전투 도중에 장수가 화살이나 계략, 일기토 등으로 인해 부상을 입어 능력치가 일시적으로 떨어지기도 한다.
인터페이스는 전략 모드에서와 달리 사이드바 방식이 사용되어 현재 지역의 이름과 경과 일수, 풍향, 공격/수비측의 사령관과 양쪽의 총 병사수, 금/군량치가 표시된다. 그러나 정보 표시 이상의 역할은 하지 않는다.
- 대기: 움직이지 않는다. 한 번 대기하면 이동력 1이 추가된다.
- 이동: 움직인다.
- 공격

- 통상: 혼자 근접한 적을 공격한다. 그 외에는 성문을 부술 때도 사용한다.
- 공동: 아군과 같이 근접한 적 1개 부대를 공격한다. 육상전에서는 육전지휘 70 이상, 해상선에서는 수전지휘 70 이상이면 공동을 시도할 수 있다.

- 화살

- 일반: 일반적인 화살을 발사한다. 화살 공격 1이 소모된다.
- 화공: 불화살을 발사한다. 날씨의 영향을 크게 받으며 비가 오면 사용할 수 없다. 화살 공격이 2가 소모된다.

- 일기: 병사는 그냥 냅두고 각 부대의 지휘관들끼리 1:1로 싸운다. 건물에서는 시도할 수 없다. 이기면 쓰러뜨린 부대를 통째로 포로로 잡는다.
- 매복: 숨는다. 숲에서만 가능하다.
- 계략

- 설득: 적의 장수를 아군으로 설득한다.
- 모조전령: 가짜 명령서를 작성해서 적을 움직이지 못하게 막는다.

- 퇴각: 전투를 그만두고 도주한다.

### 계략
계략은 적의 진영에 작전을 걸어 혼란을 야기시키는 행동이다.
- 매복의독: 아군 장수를 적 진영에 등용시키는 계략이다. 충성 100인 장수만 매복의독으로 사용할 수 있다.

- 매복의 독으로 등용한 장수의 충성심을 100으로 만든 뒤 제3의 세력으로 재매복을 시키면 해당 장수는 행방불명이 되며 매복이 들켜서 강제복귀 처리된다.

- 적중작적: 전쟁을 걸기 전에 적 장수에게 미리 사전작업을 해서 전쟁이 나면 아군으로 돌아서게 하는 계략이다. 밀정이 있어야 사용 가능하다.
- 위서의심: 적 장수의 충성심을 하락시키는 계략이다. 밀정이 있어야 사용 가능하다.
- 이호경식: 두 세력 간 서로 싸우도록 이간질을 시킨다.
- 구호탄랑: 적 세력의 태수로 하여금 반란을 부추겨서 군주로 만든다. 모든 장수들을 전부 습득하는 것이 목표라면 절대 하지 말아야 하는 계략이다. 밀정이 있어야 사용 가능하다.

### 도시
도시에는 다음과 같은 요소들이 존재한다.
- 민충: 백성들이 군주 또는 태수를 얼마나 따르느냐 하는 수치이다. 민충이 '0'이면 백성들이 반란을 일으키는데 백성들이 반란을 일으키면 병력이 감소한다. 민충은 징병, 전쟁, 임시징수, 역병, 자연재해 등으로 감소하며 군량으로 상승시킨다. 세율이 41%를 넘어도 민충이 하락한다.
- 토지: 땅의 질이 좋은 정도이다. 수치가 높을수록 토지개발이 잘 된다.
- 개발: 땅이 개발된 정도이다. 수치가 높을수록 군량이 많이 증가한다.
- 치수: 자연재해를 막을 수 있는 정도이다. 수치가 높을수록 자연재해를 당했을 때 피해가 줄어든다.
- 상업: 도시의 상업이 개발된 수준이다. 수치가 높을수록 금이 많이 들어온다.

### 인사
최초에 군주와 그에 따르는 부하 장수들이 주어진다. 단, 공주, 교모 등 최약체 군주를 선택할 경우 부하 없이 군주 1명만으로 게임을 하기도 한다. 이때 장수들을 등용 또는 수색을 하게 되고 수색해서 찾아내거나 적의 장수 중 충성심이 낮은 장수를 등용할 수 있다. 등용에는 금, 설득, 출향이 있으며 출향은 군주가 직접 방문하는 것이다. 장수의 신분은 다음 8가지가 존재한다.
- 군주: 자신이 선택한 세력의 수장. 세력 하나 당 단 1명만 존재하며 등용은 불가능하며 항복을 받아야 휘하 장수로 둘 수 있다. 군주가 소재한 도시는 무조건 군주가 태수를 겸한다. 당, 방랑 상태일 경우 다스리는 땅이 없으므로 태수와 겸직하지 않는다.
- 태수: 자신의 소유도시가 2곳 이상일 경우 군주가 소재하지 않은 도시를 다스리는 장수. 태수의 신분이 무관이나 문관일 경우 자동으로 위임된다.
- 군사: 군사가 존재할 경우 항상 최선임군사가 해당도시의 담당군사로 존재하며 태수에게 조언하는 역할을 한다. 또한 각종 계략을 사용할 때에도 군사가 필요하다. 군사가 되기 위해서는 다음과 같은 조건이 필요하다.
  - 지력 또는 정치력이 80이상이 되어야 한다.
- 장군: 장군에게는 '명명'이라 하여 관직명을 부여할 수 있으며 장군이 되기 위해서는 다음과 같은 조건이 필요하다.
  - 무력이 85이상이면 된다.
  - 무력이 70~84인 상태에서 {(육전지휘+수전지휘)/2} + 매력의 수치가 120이상이면 된다.
- 무관: 다른것은 장군과 비슷하지만 태수가 될 경우 자동 위임상태가 되며 계략과 정치, 행정분야의 업무를 담당할 수 없다. 타국에 사신으로 보낼 수 없다.
- 문관: 다른것은 군사와 비슷하지만 태수가 될 경우 자동 위임상태가 되며 전투 분야의 업무를 담당할 수 없다. 태수가 아닌 경우, 휘하에 병력을 보유할 수 없다.
- 재야: 아직 등용되지 않은 상태의 장수이다.
- 천자: 일반적인 방법으로는 나오지 않는 신분이며 군주와 동일하지만 배경 음악이 헌제 이벤트 BGM으로 나온다. 오직 원술 이벤트로만 나오는 신분이며 해당자는 원술이다. 천자가 된다고 좋을 것 같지만 실상은 모든 외국과의 적대가 100 고정이 되며 인접국들은 오직 원술만 집중공격하게 된다. 한마디로 난이도가 엄청나게 상승한다.

또한 등용한 장수를 해고시키거나 장수가 소유한 아이템을 몰수할 수도 있으며 충성심이 100인 장수를 적진으로 매복시킬 수 있다.

### 능력치
능력치는 각 장수들에게 분야별로 부여된 스텟이다.

#### 기본 능력치
기본적인 능력치는 총 6개 분야로 구성되어 있다.
- 육전지휘: 무력과 더불어 육상전에서의 공격력과 병력 보유량을 결정짓는다. 또한 육전지휘가 높으면 수송 도중 털리지 않고 무사히 도착한다.
- 수전지휘: 무력과 더불어 해상전에서의 공격력과 병력 보유량을 결정짓는다. 또한 수전지휘가 높으면 수송 도중 털리지 않고 무사히 도착한다.
- 무력: 일기토 실력, 육상전, 해상전에서의 공격력, 징병시 징발되는 병력 수를 결정짓는다.
- 지력: 계략 성공율과 조언 성공율, 함정 개수를 결정짓는다. 80 ~ 84는 함정 1개, 85 ~ 89는 2개, 90 ~ 94는 3개, 95 ~ 99는 4개, 100은 5개이다.
- 정치: 내정을 실행할 시 상승폭과 인재 수색 성공율을 결정짓는다.
- 매력: 군주나 태수일 경우 포상 시 장수들의 충성심을 결정지으며  인재 등용과 외교를 실행할 경우의 성공율이다. 서책으로 포상할 경우 매력 0~49는 효과 없음, 50~69는 충성 1 상승, 70~89는 충성 2 상승 90 이상은 충성 3 상승한다.

#### 숨은 능력치
보이지 않는 능력치로 기본 능력치보다 더 큰 효과가 나온다.
- 야망: 0~15까지 존재한다. 태수가 될 경우 군주로 분리독립할 확률이다. 야망이 높을 수록 충성심이 내려가기 쉽다. 군주의 경우 야망이 높을수록 항복권고를 받지 않으며 최고치인 야망 15의 경우 절대로 항복하지 않는다.
- 운: 0~15까지 존재한다. 수송시 성공율과 수명을 결정짓는다. 운이 낮으면 급사하기도 한다.
- 냉정: 0~15까지 존재한다. 지력의 상위호환 버전으로 계략에 걸리지 않을 확률이다. 높을 수록 계략에 안 걸린다.
- 용맹: 0~15까지 존재한다. 무력의 상위호환 버전으로 일기토를 할 때 영향을 끼친다. 용맹이 높을수록 일기토를 잘하며 용맹 1이 무력 10 이상의 효과를 발휘한다. 이 때문에 사마염은 80을 훨씬 넘는 무력을 보유했음에도 불구하고 용맹이 1이기 때문에 일기토로는 무력 60대 장수들에게도 패하는 경우가 생긴다.
- 의리: 0~15까지 존재한다. 적이 등용해갈 확률이다. 의리가 높으면 스스로 재야로 내려갈 지언정 다른 군주가 등용하지 못한다. 반면 의리가 낮으면 군주를 수시로 바꾼다. 관우처럼 의리가 높고 야망이 낮거나 여포처럼 의리가 낮고 야망이 높은 장수들이 상당수 존재해서 의리와 야망이 반비례하는 것처럼 보이지만 명백히 상관 없는 스텟이다. 모든 장수들의 의리와 야망이 반비례하는 것은 아니며 손책은 의리와 야망이 모두 높으며 미방은 의리와 야망이 모두 낮다.
- 상성: 각 장수간의 친밀도를 나타내는 원형 그래프로 0~150까지 존재한다. 선형이 아닌 원형인 관계로 150 다음 수치가 0이며 상성차가 75이면 불구대천지 원수 취급이라서 등용이 안 된다. 0에는 동탁, 75에는 유비가 각각 셋팅되어 있으며 손견은 120 언저리에, 조조는 30 언저리에 각각 포진되어 있다.
- 수명: 0~6까지 존재한다. 처음부터 몇 살에 사망할 것인지가 미리 정해지는 능력치이다. 대락 1스텟 당 15살 정도에 해당된다. 따라서 수명을 0으로 설정하면 등장하자마자 사망한다.

### 외교
외교 사절을 보내거나 받을 경우 외교 화면으로 전환되어 외교 커맨드를 선택할 수 있다. 무관은 불가능하다.
군주들 간에 동맹이나 항복, 교환, 공동 공격 등을 제의할 수 있으며 선물을 보내거나 원조를 요청하는 등의 외교행위가 가능하다. 해당 군주와의 적대치 및 사절의 능력치 및 부대 조건들에 따라 성공 확률이 달라지며, 외교 결과에 따라 적대치의 변동이 있다. 군주 소재도시에 군사가 존재할 경우 결정을 내리기 전에 군사에게 조언을 받을 수 있다.
모든 외교요청에는 금/군량/군마/노궁/강노/아이템 등의 부가 조건을 붙여 성공 확률을 높일 수 있으며, 반대로 요청을 받을 때 이러한 조건을 요구하는 일도 가능하다. 또한 이러한 조건을 요구받은 측에서는 한 차례 조건의 변경을 통해 협상이 가능하다. 또한 사절을 받은 측에서는 외교 사절을 체포해 참수하는 선택지가 존재하며, 이를 방지하기 위해 사절을 보내는 쪽에서는 호위 장수를 한 명 붙여서 보낼 수 있다. 사절 체포는 사절과 그 호위 장수의 무력에 따라 성공 확률이 달라지며 사절 본인 또는 호위 장수 중 한 명의 무력이 90 이상일 경우 사실상 체포가 불가능하다. 다만 사신을 체포해서 등용하면 충성심이 매우 높다. 최하 80 이상이다.
- 동맹: 동맹을 맺자고 제의한다. 동맹이 되면 두 군주는 서로 아군이 된다.
- 원조: 동맹이 된 이후 동맹국에게 적선을 요구한다. 동맹국이 수락하면 동맹국에게 금과 군량을 얻어낸다.
- 교환: 상대국에 자신이 가져온 물건과 요구하는 물건을 맞바꾸자고 제의한다. 외교 중에서 그나마 성공할 확률이 높은 외교이다. 쓰지 않는 병과의 무기(기마, 노궁, 강노)를 요구하며 그 댓가로 군량을 주는 경우가 많다. 한 번 거절하면 상대방이 조건을 더 후하게 내걸고 다시 교환을 시도하거나 교환을 포기한다.
- 공동: 상대방에서 물자를 주는 조건으로 제3국을 같이 공격하자고 제의한다. 이 경우는 체포해도 장수 충성이 떨어지지 않는다.
- 항복: 상대방의 군주를 부하로 등용하는 행위이다. 어지간히 세력 차이가 크게 나지 않는 한 성공 확률이 희박하며 성공하려면 상대 군주의 야망이 낮음, 상대 병력이 600명 수준, 상대 영토 주변에 빈 땅이 없어야 함, 사실 시나리오 한정으로 유조손[4]은 불가능[5] 이 조건들에 모두 해당되어야 한다.

## 정보

### 지역
| 01. 양평(오늘날의 차오양시)     | 02. 북평(오늘날의 베이징시) | 03. 대현(오늘날의 장베이현)      | 04. 진양(오늘날의 순핑현)     |   |   |
| 05. 남피(오늘날의 난피현)       | 06. 평원(오늘날의 핑위안현) | 07. 업(오늘날의 린장현과 안양시) | 08. 북해(오늘날의 팡쯔구)     |   |   |
| 09. 복양(오늘날의 푸양시)       | 10. 진류(오늘날의 카이펑시) | 11. 낙양(오늘날의 뤄양시)        | 12. 홍농(오늘날의 링바오시)   |   |   |
| 13. 장안(오늘날의 장안)         | 14. 안정(오늘날의 안딩구)   | 15. 천수(오늘날의 톈수이시)      | 16. 서량(오늘날의 진타현)     |   |   |
| 17. 하비(오늘날의 피저우시)     | 18. 서주(오늘날의 페이현)   | 19. 허창(오늘날의 쉬창시)        | 20. 초(오늘날의 타이캉현)     |   |   |
| 21. 여남(오늘날의 주마뎬시)     | 22. 완(오늘날의 난양시)     | 23. 신야(오늘날의 신예현)        | 24. 양양(오늘날의 난장현)     |   |   |
| 25. 상용(오늘날의 주산현)       | 26. 강하(오늘날의 장샤구)   | 27. 강릉(오늘날의 장링현)        | 28. 무릉(오늘날의 우링구)     |   |   |
| 29. 장사(오늘날의 창사현)       | 30. 계양(오늘날의 구이양현) | 31. 영릉(오늘날의 링링구)        | 32. 수춘(오늘날의 서우현)     |   |   |
| 33. 건업(오늘날의 난징시)       | 34. 오(오늘날의 상하이시)   | 35. 회계(오늘날의 사오싱시)      | 36. 여강(오늘날의 이장구)     |   |   |
| 37. 재상(오늘날의 주장현)       | 38. 한중(오늘날의 한중시)   | 39. 하변(오늘날의 원현)          | 40. 재동(오늘날의 쯔퉁현)     |   |   |
| 41. 성도(오늘날의 청두시)       | 42. 영안(오늘날의 펑제현)   | 43. 강주(오늘날의 충칭시)        | 44. 건녕(오늘날의 취징시)     |   |   |
| 45. 운남(오늘날의 쿤밍시)       | 46. 남해(오늘날의 홍콩)     | 47. 백랑산(오늘날의 링위안시)    | 48. 기산(오늘날의 우산현)     |   |   |
| 49. 서새산(오늘날의 시싸이산구) | 50. 역경(오늘날의 이현)     | 51. 계교(오늘날의 웨이현)        | 52. 관도(오늘날의 중무현)     |   |   |
| 53. 정도(오늘날의 량위안구)     | 54. 오장원(오늘날의 치산현) | 55. 가정(오늘날의 친안현)        | 56. 적도(오늘날의 진촨구)     |   |   |
| 57. 회음(오늘날의 화이안시)     | 58. 장판(오늘날의 징먼시)   | 59. 이릉(오늘날의 이링구)        | 60. 합비(오늘날의 허페이시)   |   |   |
| 61. 부성(오늘날의 푸청구)       | 62. 유수구(오늘날의 타이호) | 63. 적벽(오늘날의 츠비시)        | 64. 호로관(오늘날의 싱양시)   |   |   |
| 65. 함곡관(오늘날의 퉁관현)     | 66. 무관(오늘날의 시촨현)   | 67. 호관(오늘날의 위현)          | 68. 양평관(오늘날의 위안바구) | . | . |

#### 이 게임에 등장하지 않은 도시
- 이주(오늘날의 타이완)
- 교지(오늘날의 랑선성)
- 산월(오늘날의 젠닝현)
- 일남(오늘날의 타이빈성)
- 주애(오늘날의 하이난성)
- 양인(오늘날의 난자오현)

### 자연현상
주민반란 이외의 나머지 현상은 3개월 간격으로 랜덤하게 발생하거나 발생하지 않을 수도 있다. 주민반란은 아무때나 발생한다.
- 풍년: 매년 7월에 발생하는 군량 세액이 증가한다.
- 흉년: 매년 7월에 발생하는 군량 세액이 감소한다.
- 메뚜기: 군량이 감소한다.
- 역병: 병력이 줄어들고 일부 장수들이 병에 걸린다. 희박한 확률로 장수가 사망하기도 한다.
- 태풍: 병력이 줄어들고 민충과 토지개발 수치가 하락한다.
- 홍수: 병력이 줄어들고 민충과 치수가 하락한다.
- 주민반란: 임시 징수를 하거나 세율이 41% 이상일 때 민충이 감소하는데 민충이 0이 되면 발생한다. 주민반란이 일어나면 병력과 군량이 감소한다.

## NPC
플레이어가 직접 다룰 수 없는 인물로 일정 확률로 난입한다. 주로 조언을 한다.
- 헌제: 신분이 가장 높은 인물로 헌제 이벤트를 할 때마다 나타나서 상을 준다. 발동 조건은 11. 낙양을 점거하고 있는 군주의 인접국 중 세력이 강성하면 된다.
- 화타: 병이 들거나 부상당한 장수들을 치료해준다. 청낭서를 물려주기도 한다.
- 좌자: 조언을 하거나 둔갑천서삼권을 물려준다.
- 간길: 조언을 한다.
- 재허상인: 조언을 한다.
- 허자장: 조언을 한다.
- 관로: 조언을 한다.
- 사마휘: 조언을 한다.
- 이의: 조언을 한다.
- 길평: 병이 들거나 부상당한 장수들을 치료해준다.

조언에는 다음과 같은 내용이 존재한다.
- 특정지역의 내정을 알려준다.
- 특정 장수가 군주에게 불만을 품고 있다고 알려준다.
- 특정 아이템(주로 검)을 칭찬한다.
- 특정 장수가 사망할 것을 예언한다. 이 경우 직접 사망이라 말하지 않고 북두성이나 적로를 언급한다.

## 이벤트

### 헌제 이벤트
11. 낙양을 점거한 군주와 인접해 있으면서 일정 규모 이상(11. 낙양을 점거한 군주와 맞서는 게 가능한 수준)의 세력을 보유하면 헌제가 나타나서 "역적 (11. 낙양을 점거한 군주)를 토벌하여 짐의 괴로움을 덜어주오"라는 말을 하고 동시에 보상을 랜덤하게 준다. 보상은 군주 본인의 능력과 세력의 크기에 따라 영향력이 달라진다.
- 전하의 매력이 상승하였습니다.: 해당 군주의 매력이 100이 된다. 여포같은 경우 엄청난 대박(매력 88 상승)이지만 유비같은 경우는 있으나마나한 보상(매력 1 상승)이다.
- 부하 장수 전원이 충성을 맹세하였습니다.: 해당 세력 장수들의 충성심이 전원 상승한다. 부하 장수의 숫자가 많을수록 혜택이 커진다.
- 백성들도 기뻐하고 있습니다.: 해당 세력의 모든 영토에 대한 민충이 100으로 상승한다. 민충이 낮은 도시를 다스리고 있을 경우 가뭄의 단비같은 보상이다.
- 포상이 지급되었습니다.: 헌제가 금 1,000을 상금으로 내준다. 세력이 작은 중소군주의 경우 큰 힘이 된다.

### 초선 이벤트
왕윤이 무조건 생존해 있어야 하며 13. 장안을 점령한 채로 왕윤을 부하로 두고 둘 다 13. 장안에 있어야 한다. 13. 장안을 소유하지 않으면 초선 이벤트가 발동하지 않기 때문에 13. 장안은 무조건 점거하고 있어야 한다. 그 상태에서 도시의 모든 수치가 일정 수준 이상(금 5,000, 군량200,000, 치수90, 개발90, 치안90, 병력30,000, 이상 및 이에 상응하는 수준)이 되면 년도에 상관없이 초선 이벤트가 발동한다. 단 초선의 경우 능력치가 지력36, 무력1, 매력100, 정치 63, 육지1, 수지1 에 숨겨진 능력치로 야망1 운15 냉정1 용맹1, 의리 100, 상성 0이므로 군사, 장군 어느 쪽으로도 쓸모가 없으며 초선을 태수로 보내면 컨트롤할 수도 없다. 매복장수로 타도시에 보내면 "그런 곳에 가기 싫습니다."라는 멘트를 남기고 거절한다. 더군다나 다른 장수로 전쟁을 시도할 경우 전쟁을 반대하기도 한다. 다만 전쟁에는 참전하지만 무력1에 용맹1인 탓에 맞붙기만 하면 무조건 부상을 당하며 일기토를 하면 무조건 사망한다. 초선을 해고하면 자살한다. 적 장수의 입장에서 초선을 고용하는 유일한 방법은 초선이 군주로 모시는 장수를 항복권고로 등용하는 방법밖에 없다. 게다가 초선의 상성은 동탁과 동일하기 때문에 상성 75인 유비와는 상성이 매우 나쁘다. 초선이 이벤트 무장이라고는 하지만 매력만 높을 뿐 그 능력 및 모든 면에서 일반 듣보잡 무장보다 못하다.

### 원술 이벤트
원술과 손책이 무조건 생존해 있어야 하며 원술과 손책의 신분이 군주여야 하며 손책이 옥새를 갖고 있어야 한다. 땅은 원술이 6개 땅을 보유하고 있어야 한다. 그리고 원술과 손책이 동맹 상태여야 한다. 이러면 원술 이벤트가 발동한다. 원술 이벤트가 발동하면 원술이 옥새를 보유하게 되고 원술의 신분은 군주에서 황제로 바뀌며 배경음악은 헌제 이벤트에서 사용한 음악으로 바뀐다. 원술 이외의 모든 국가(손책 포함)와의 적대치가 상승한다. 손책은 옥새가 없어지는 대신 병력 3,000 + 군마 5가 생긴다. 초반 원술 휘하에는 쓸모있는 장수가 그리 많지 않으며 장군 2명(기령, 장훈)에 문관 2명(한윤, 원윤)이며 군사가 아무도 없으며 나머지는 모두 무관이기 때문에 난이도가 엄청나게 어려워지지만, 버티기 모드 들어가면 염상을 군사로 영입할 수 있으며, 땅 6개 먹을 정도면, 조조나 이각측의 수하들이 영입되었다고 봐야 하기에, 그리 어려운 것도 아니다.

### 제갈량 이벤트
유비가 23. 신야를 점거할 때 나타나는 이벤트로 유비가 제갈량을 등용하는 이벤트이다. 말하자면 삼고초려를 게임상에서 구현한 것이다. 군사가 없는 유비에게 가뭄의 단비같은 이벤트이며 제갈량의 경우 능력치가 지력100, 무력61, 매력95, 정치92 , 육지92, 수지78 에 숨겨진 능력치로 야망8, 운8, 냉정14, 용맹9, 의리 100, 상성 76 이므로 일기토 이외의 모든 분야에서 최상위권의 능력을 발휘하며 의리와 상성 모두 유비에게 최적화되어 있다.

## 마개조
역대 삼국지 시리즈 중 가장 인기있는 시리즈인 덕분에 아직도 삼국지 III를 즐기는 유저들이 많으며 이에 따라 등장인물 에디트를 하는 경우도 많다. 능력치를 삼국지연의가 아닌 정사 삼국지대로 변경하기도 하며 삼국지 가공인물인 하후덕, 하후존, 주창, 아회남, 무안국, 동도나, 담웅, 금환삼결 등을 모조리 빼버리고 그 대신 정사에 등장하는 희지재, 하진, 풍칙, 정태, 장각, 장량, 장보, 유우, 염행, 사섭, 문앙, 노식 등을 추가시키기도 했다.

## 평가
| 평가                                                                            |             |
| ------------------------------------------------------------------------------- | ----------- |
| 평론 점수 평론사 점수 Electronic Entertainment 9 out of 10 [ 6 ] Mega 68% [ 7 ] |             |
| 평론 점수                                                                       |             |
| 평론사                                                                          | 점수        |
| Electronic Entertainment                                                        | 9 out of 10 |
| Mega                                                                            | 68%         |

## 같이 보기
- 삼국지 시리즈
- 코에이